# Ernst Röthlisberger
Ernst Röthlisberger (Burgdorf, Cantón de Berna, Suiza, 20 de noviembre de 1858 - Berna, Suiza, 29 de enero de 1926) fue un teólogo, abogado, filósofo e historiador suizo.
Se convirtió en uno de los primeros profesores extranjeros de la Universidad Nacional de Colombia donde laboró desde el año 1881 hasta 1885, dictando las materias de Filosofía, Historia e Historia del Derecho. En 1887, ya en Suiza, por orden del Consejo Federal de su país trabajó, hasta 1917, como Secretario en la Oficina Internacional de la Unión para la Protección de las Obras Literarias y Artísticas, oficina unida a la Oficina Internacional para la protección de la Propiedad Industrial. 

## Biografía
Nació en 1858 en la ciudad Suiza de Burgdorf, uno de los cuatro hijos de Johann Röthlisberger Bachmann, abogado especializado en resolver conflictos privados en su ciudad natal, y Anna Maria Röthlisberger (nacida Schneeberger), ama de casa. Su padre falleció cuando Ernst Röthlisberger contaba solo con 11 años de edad. Estudió Lenguas y Teología en la Universidad de París, para después completar sus estudios en la Universidad de Berna, Suiza, tomando también cursos de Filosofía e Historia.
En el año de 1881, uno de sus profesores de la Universidad de Berna, Basilius Hidber, le habló sobre las convocatorias del gobierno Suizo para enviar un académico a tierras Sudamericanas a impartir cátedras de derecho durante cuatro años. Röthlisberger aceptó el cargo, lo que lo condujo a Colombia a enseñar en la Universidad Nacional de Colombia.

### Años en Colombia
El registro de sus cuatro años en Colombia, de 1881 a 1885, se encuentran publicados en el libro El Dorado. Estampas de viaje y cultura de la Colombia suramericana. 
Sin embargo, la contratación que había hecho el presidente de la época Rafael Nuñez, de corte conservador, del profesor Röthlisberger, de un marcado pensamiento positivista y liberal; causó gran controversia al interior del Partido Conservador Colombiano, pues Marco Fidel Suárez lo atacaba al escuchar sus conferencias sobre darwinismo y Miguel Antonio Caro se queja de "que se le pagaran cosa de $400 mensuales, amén de viáticos, por charrupar mal tejidas teorías". El mismo Röthlisberger cuenta en su libro cómo hasta en los púlpitos de la ciudad de Bogotá, se llegó a prevenir a los feligreses sobre la riesgosa asistencia a las comferencias públicas que trataban sobre la evolución. Sin embargo, esta oposición no afectó las relaciones entre la Universidad Nacional de Colombia y el profesor, de hecho, Röthlisberger recibía mucho apoyo por parte de sus colegas, hasta el punto de ser nombrado por el Consejo Académico de la Universidad como el catedrático que debía pronunciar el discurso académico en la sesión solemne de distribución de premios.

### Regreso a Europa: 1885-1886
La ruta de regreso a Suiza está descrita en el último capítulo de la primera edición de  El Dorado. Estampas de viaje y cultura de la Colombia suramericana. Röthlisberger embarcó en Puerto Colombia, después de pernoctar en Barranquilla, con destino a Colón, puerto que aun era colombiano y que hoy en día pertenece a Panamá. Allí decide visitar las obras del Canal de Panamá. De este lugar parte a Nueva York y de ahí se embarca con destino a Francia, en donde finalmente toma un tren que lo llevará a su lugar de origen, Thun,  adonde llega finalmente el sábado 3 de abril de 1886.

### Regreso a Suiza y muerte
Al regresar a su patria, se radicó inicialmente al borde del lago de Thun, en donde había nacido su abuelo Peter Röthlisberger Bachmann (1775-1864). En 1912 trabajó como profesor de la Facultad de Derecho de la Universidad de Berna cargo que ocuparía hasta el día de su muerte. En 1917 se le nombró Subdirector de la Oficina y en 1921 Director de la misma, cargo que desempeñó hasta la fecha de su muerte, ocurrida en Berna el 29 de enero de 1926.

## Obras
En los archivos de la Biblioteca Central de la Universidad de Berna se registran un total de 87 obras publicaciones de o sobre Ernst Röthlisberger. Hay un centenar de obras diferentes como resultado de la producción intelectual de este suizo. Adicionalmente, Röthlisberger escribió decenas de artículos en calidad de editor del periódico Le Droit d’auteur (El derecho de autor) de la Oficina Internacional de la Propiedad Industrial.
| Año  | Título                                                                             | Título original                                                                              |
| ---- | ---------------------------------------------------------------------------------- | -------------------------------------------------------------------------------------------- |
| 1883 | Sobre la lengua indígena en los Estados Unidos de la República de Colombia         | Zur Indianer - Sprache in den Vereinigten Staaten der Republik Columbia                      |
| 1885 | Viaje a Bogotá, la capital de la República Suramericana de Colombia                | Reise nach Bogotá, Hauptstadt der südamerikanischen Republik Colombia                        |
| 1891 | Una incursión en los llanos de San Martín                                          | Ein Streifzug in die Llanos von San Martin                                                   |
| 1893 | La revisión del convenio de Berna                                                  | Die Revision der Berner Uebereinkunft                                                        |
| 1894 | El ferrocarril trasandino entre Buenos Aires y Valparaíso                          | Die transandinische Eisenbahn zwischen Buenos Aires und Valparaiso                           |
| 1894 | El desempleo bernés                                                                | Die Bernische Arbeitslosenversicherung                                                       |
| 1898 | La propiedad intelectual y la producción intelectual en Suiza                      | Geistiges Eigentum und geistige Produktion in der Schweiz                                    |
| 1898 | El Dorado. Estampas de viaje y cultura de la Colombia suramericana                 | El Dorado. Reise - und Kulturbilder aus dem Súdamerikanischen Columbien                      |
| 1901 | El tiempo y las controversias relativas a los derechos de autor en las fotografías | Zeit- und Streifragen betreffend das Urheberrecht an Photographien                           |
| 1901 | Un proyecto de ley sobre los derechos de autor en las obras literarias y musicales | Entwurf eines Gesetzes betreffend das Urheberrecht an Werken der Litteratur und der Tonkunst |
| 1904 | Producción intelectual                                                             | Geistige Produktion                                                                          |
| 1908 | Derechos de autor y el contenido del periódico                                     | Urheberrecht und Zeitungsinhalt                                                              |
| 1914 | Las víctimas de la guerra                                                          | Die Opfer des Krieges                                                                        |
| 1919 | La revisión de la legislación suiza de derechos de autor                           | Zur Revision der schweizerischen Urheberrechts - Gesetzgebung                                |
| 1923 | Rudolf Schenk, 1858 - 1923                                                         | Rudolf Schenk, 1858 - 1923                                                                   |

## Reconocimientos
Ernst Röthlisberger fue reconocido como un académico destacado y, además, por su trabajo en la Oficina Internacional de la propiedad industrial. Entre 1882 y 1885 algunos de sus estudiantes escribieron elogios a su trabajo como profesor de la Universidad Nacional de Colombia.
1888 - 1926: Ejerce como profesor de Derecho en la Universidad de Berna, en donde llegó a recibir el título de "Profesor extraordinario". 
1906: Recibe el título de Doctor en Derecho de la Universidad de Berna. 
1910: Es nombrado Honoris Causa de la Universidad de Berlín en las celebraciones del Centenario. 
1911: Nombrado profesor honorario de la Universidad Nacional de Colombia por el Decreto oficial n- 940.
1917: 23 de febrero. Miembro de la Academia Colombiana de Jurisprudencia. 

## Archivo histórico de la familia Röthslisberger Ancízar
El legado de la familia Röthsliberger Ancízar se conserva en el Archivo Histórico de la Universidad Nacional de Colombia, el cual incluye un álbum de fotografías de Bogotá y sus alrededores en 1899 y 1900, álbum que fue dedicado en agradecimiento al profesor Röthlisberger por el ingeniero Friederich Rohr (1850-1913).